# Rigoberta Menchú

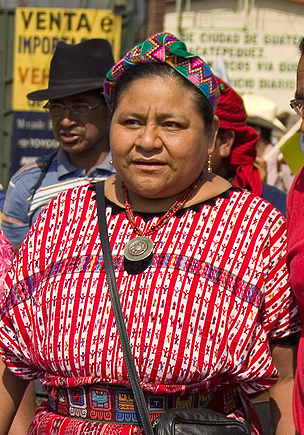
Rigoberta Menchú Tum (2009)

Rigoberta Menchú Tum (* 9. Januar 1959 in Chimel, Guatemala) ist eine guatemaltekische Menschenrechtsaktivistin. 1992 erhielt sie als bis dahin jüngste Preisträgerin den Friedensnobelpreis. Sie kandidierte im September 2007 für das Amt der Präsidentin Guatemalas. Aufgewachsen ist sie zur Zeit des Guatemaltekischen Bürgerkrieges und wurde selbst Zeugin  von Menschenrechtsverletzungen.

## Leben und Wirken
Rigoberta Menchú wurde als Quiché-Maya in Guatemala geboren. Sie genoss das Privileg, ein katholisches Internat zu besuchen, in dem sie mit den Ideen der Befreiungstheologie und der Frauenbewegung in Berührung kam, die sie nachhaltig beeinflussten. Ihre Familie stand der linken Guerillabewegung nahe; ihr Vater wurde wiederholt festgenommen und gefoltert. Mit 23 Jahren war sie ein Gründungsmitglied der Organisation zur Dokumentation und Anklage von Menschenrechtsverletzungen. 
1979 trat Rigoberta Menchú wie ihr Vater und die Brüder dem Comité de Unidad Campesina (deutsch: Komitee für Bauerneinheit, CUC) bei. 1980 starb ihr Vater in der spanischen Botschaft in Guatemala, als diese von Anhängern des Regimes in Brand gesteckt wurde. Auch ihre Mutter und ein Bruder wurden gefoltert und ermordet. 
Rigoberta Menchú engagierte sich zunehmend in der CUC, organisierte einen Streik für bessere Arbeitsbedingungen der Landarbeiter und am 1. Mai 1981 große Demonstrationszüge in der Hauptstadt. Außerdem trat sie der radikalen Volksfront des 31. Januar bei. Dort lehrte sie die Bauern, der Unterdrückung durch die Militärdiktatur Widerstand zu leisten. Damals wurden Indios gewaltsam aus ihrem Land vertrieben, über 400 Dörfer wurden vernichtet. Die Gründe waren Erdölvorkommen und laut Menchú die endgültige Vernichtung der Indios.
Der Bürgerkrieg in Guatemala zählt zu den brutalsten Konflikten in der Geschichte Lateinamerikas. Er dauerte 36 Jahre bis 1996 mit dem Abschluss eines Friedensvertrags zwischen der rechtsextremen Regierung und der Rebellenvereinigung URNG. In dieser Zeit wurden Schätzungen zufolge mehr als 200.000 Menschen getötet, 83 Prozent davon Angehörige der indigenen Maya-Bevölkerung. Etwa 1,7 Millionen Menschen flohen. Nachts rückte die Armee aus, um die Maya-Dörfer zu überfallen. Offiziell lautete die Mission, Unterstützung und Nachschub für die Guerilla abzuschneiden. Tatsächlich war das Ziel eine systematische Vernichtung der indigenen Bevölkerung, ein klarer Fall von Völkermord.
Die Soldaten vergewaltigten, enthaupteten, verbrannten oder verstümmelten ihre Opfer bei lebendigem Leib, nicht selten vor den Augen der Angehörigen. Sie durchkämmten immer und immer wieder die Dörfer, ermordeten Männer, Frauen und Kinder und legten Feuer an ihre Häuser und Ernten. 
Menchú musste zuerst in Guatemala untertauchen und floh schließlich nach Mexiko. Von nun an trat sie auch im Ausland energisch für die Rechte der indigenen Völker und gegen die Unterdrückung in Guatemala ein. 1982 war sie Mitbegründerin einer gemeinsamen Front der guatemaltekischen Oppositionsparteien.
1983 kam ihre mit Hilfe von Elisabeth Burgos verfasste Autobiographie auf den Markt (Yo, Rigoberta Menchú), mit der sie weltweit große Bekanntheit erlangte; 1986 schloss sie sich dem Führungskomitee der CUC an. Inzwischen trat sie in Guatemala für eine stärkere Vertretung der indigenen Völker in der Politik ein. 
1995 bekam sie einen Sohn. 1999 erhob sie vor dem Nationalen Gerichtshof in Madrid Anklage gegen drei Generäle in Guatemala und erhielt dafür Morddrohungen und Gegenklagen wegen Hochverrats, da sie das Verfahren im Ausland eröffnet hatte. Sie scheiterte aber mit diesem Versuch. 
Im September 2007 stellte sich Menchú für das guatemaltekische Präsidentenamt zur Wahl. Sie erhielt im ersten Wahlgang allerdings nur 3 % der Stimmen. Sie wäre bei einem Wahlsieg die erste Frau und die erste Indigene in diesem höchsten Staatsamt gewesen. 
Rigoberta Menchú wurde durch ihre Arbeit weltweit bekannt und erhielt mehrfach Ehrungen. 1990 erhielt sie den UNESCO-Preis für Friedenserziehung. 1992 erhielt sie für ihren Einsatz für die Menschenrechte insbesondere von Ureinwohnern (v. a. Maya) den Friedensnobelpreis. 1996 wurde sie von den Vereinten Nationen zur UNESCO-Sonderbotschafterin zur Förderung einer Kultur des Friedens und der Rechte indigener Menschen ernannt. Sie ist Mitglied im Club of Rome und 1999 wurde der Asteroid (9481) Menchú nach ihr benannt.
Rigoberta Menchú benutzt das Geld ihrer Auszeichnungen für humanitäre Zwecke, in Gemeinschaft mit einer mexikanischen Unternehmergruppe hat sie eine Kette von Apotheken aufgebaut, die im ganzen Land inzwischen als Farmacias Similares, bekannt sind.
Wegen Details in ihrer Biografie wurde sie, zurückgehend auf ein Buch des Anthropologen David Stoll von 1999, teils kritisiert. Ihr wurde vorgeworfen, dass einige autobiografische Angaben aufgebauscht seien. Stoll selbst kritisierte einige Autoren, die sich auf ihn berufen und seine Erkenntnisse zu einem Skandal übertreiben würden. Die Untersuchung von Stoll geriet ihrerseits in Kritik, der Historiker Greg Grandin wies die meisten der Vorwürfe von Stoll gegenüber Menchú in seiner Untersuchung zurück.